# Popian
Popian is een gemeente in het Franse departement Hérault (regio Occitanie) en telt 248 inwoners (1999). De plaats maakt deel uit van het arrondissement Lodève.

## Geografie
De oppervlakte van Popian bedraagt 5,9 km², de bevolkingsdichtheid is 42,0 inwoners per km².
De onderstaande kaart toont de ligging van Popian met de belangrijkste infrastructuur en aangrenzende gemeenten.

## Demografie
Onderstaande figuur toont het verloop van het inwonertal (bron: INSEE-tellingen).